# Christen Brun
Christen Brun, född den 6 september 1846 i Bergen, död den 27 april 1917, var en norsk teolog och biskop. Han var son till Svend Brun.
Brun var 1906–1917 biskop över Hamar stift. Han intog en luthersk kyrklig ståndpunkt, i de norska kyrkostriderna kring sekelskiftet motarbetade han den nyare teologin. Däremot var han en ivrig förkämpe för kyrkliga reformer som kyrklig självstyrelse och förfäktade en fri folkkyrka löst från staten. Vidare arbetade han för införandet av obligatorisk borgerlig vigsel med mera. I ett flertal arbeten behandlade han upplysningstiden och de viktigaste nyare sekterna inom protestantismen. Efter hand död utkom hans Religionsfrihetens historie (1918).